# Girls' Generation 1979
Girls' Generation 1979 (Hangeul: 란제리 소녀시대; RR: 'Lanjeri Sonyeosidae') est une série télévisée sud-coréenne diffusée entre le 11 septembre et le 3 octobre 2017 tous les lundis et mardis sur la chaîne KBS2.

## Distribution

### Acteurs principaux
- Bona : Lee Jung-hee
- Chae Seo-jin : Park Hye-joo
- Seo Young-joo : Bae Dong-moon
- Lee Jong-hyun : Joo Young-choon
- Yeo Hoe-hyun : Sohn Jin
- Min Do-hee : Shim Ae-sook

### Acteurs récurrents
La famille de Jung-hee
- Kwon Hae-hyo : Le père de Jung-hee
- Kim Sun-young : La mère de Jung-hee
- Park Ha-na : Hong Do-hwa, la tante de Jung-hee
- Jo Byeong-kyu : Lee Bong-soo, le frère de Jung-hee

Le lycée Junghyeon
- In Gyo-jin : Oh Man-sang, professeur de mathématiques
- Kim Jae-hwa : Sergent instructeur
- Baek Eun-Kyung : Jun Hyun-Hee
- Bang Su-jin : Kim Eon-joo
- Seo Ye-seul : Soh Eun-ja
- Kim Soo-hyun : Kim Ki-ryeo
- Lee Bom : Park Gwi-ja
- Jo Mi-nyeo : Han Ma-eun

Autres
- Ahn Bo-hyun : L'ami de Young Choon
- Jo Duk-hyun : Le père de Hye Joo
- Han Geu-rim : Unni #3
- Jo Ah-in : Joo Aeng-cho, la sœur de Young Choon
- Lee Chae-kyung : La mère de Son Jin

## Production
La première réunion de lecture du scénario a eu lieu le 18 août 2017 au bâtiment annexe KBS à Yeuido, à Séoul. 